# 瓦利斯和富图纳领地大会
瓦利斯和富图纳领地大会（法語：Assemblée territoriale des îles Wallis et Futuna）是法国海外领土瓦利斯和富图纳的立法机关。领地議会实行一院制，由20名议员组成。领地議会选举实行比例代表制，议员从数个多席位选区中选举产生。每届领地大会任期5年。